# Умберту Кастелу Бранку
Умберту де Аленкар Кастелу Бранку (на португалски: Humberto de Alencar Castelo Branco) е бразилски военачалник и политик. Той служи като първи президент по време на военния режим в страната, установен след военния преврат от 1964 г. Кастелу Бранку загива в самолетна катастрофа през юли 1967 г., малко след края на президентството му.

## Ранен живот и военна кариера
Кастелу Бранку е роден на 20 септември 1897 г. в заможно бразилски семейство. Баща му е генерал, а майка му е от интелектуалска фамилия (от която е и писателят Жузе ди Аленкар). Кастелу Бранку се присъединява към Бразилската армия във военното училище Рио Пардо в Рио Гранди до Сул. През 1928 г. се записва във военното училище Реаленго в Рио де Жанейро като кадет от пехотата. През 1921 г. е повишен на втори лейтенант и е назначен в 12-и пехотен полк в Бело Оризонти. През 1923 г. е произведен в първи лейтенант. На следващата година завършва пехотен курс за напреднали и след като се завръща в полка си, е назначен за командир на отряд във формированието, като му е поставена задача да се справи със зараждащите се бунтовници в района на Сао Пауло през 1925 г. След това се завръща във военното училище Реаленго като инструктор от пехотата през 1927 г. През 1930 г. участва в Бразилската революция.
Вече като капитан, интелектуалната стойност на Кастелу Бранку изпъква и през 1931 г. той се записва в Колежа за командване и щаб на армията, който завършва с отличие. През 1938 г. е повишен на майор и е записан във Френския военен колеж. След като се завръща в Бразилия, той продължава да служи като инструктор във военното училище Реаленго.
През 1943 г. е повишен на подполковник и се записва в Колежа за командване и щаб на армията в САЩ. След това служи като началник на 3-ти отдел в редиците на Бразилския експедиционен корпус по време на Втората световна война на италианския фронт, прекарвайки триста дни на бойното поле. Той участва в планирането и изпълнението на военни маневри в Италия, особено в битката при Монте Кастело. По това време той се прославя като страхотен стратег.
След като е повишен на полковник през 1945 г., Кастелу Бранку се завръща в Бразилия с твърдото убеждение да предаде професионалния си опит на офицерите от армията. Той заема позицията на директор на обучението в Колежа за командване и щаб на армията и преобразува учебното заведение в истински център за доктринални изследвания.
През 1955 г. той подпомага административните реформи в армията и подкрепя военното движение, оглавявано от министъра на войната, генерал Енрике Тейшейра Лот, който осигурява встъпването в длъжност на президента Жуселину Кубичек, който по това време е застрашен от военен преврат. Няколко месеца по-късно, когато търговските синдикални организации решават да предадат на министъра златен меч, Кастелу внезапно прекъсва отношенията си с генерал Лот.
Като генерал, Кастелу Бранку командва Колежа за командване и щаб на армията от 15 септември 1954 г. до 3 януари 1956 г. Освен това той командва 8-и военен регион в Белен, 10-и военен регион във Форталеза и 4-та армия в Ресифи. Към момента на достигане на президентския пост, той е началник на Генералния щаб на армията от 13 септември 1963 г. до 14 април 1964 г.

## Политическа кариера
Кастелу Бранку става един от ръководителите на преврата от 1964 г., в който от власт е свален Жуау Гуларт, с което се слага край на Втората бразилска република. На 11 април Конгресът на Бразилия го избира да дослужи остатъка от мандата на Гуларт и той полага клетва на 15 април 1964 г.
Кастелу Бранку е вторият бразилски фелдмаршал, който застава начело на нацията чрез преврат (първият е Деодоро да Фонсека). Поверени са му извънредни правомощия по силата на Първия институционален акт, който освен друго му позволява да отменя политическите права на „подривни елементи“ за срок от десет години. От друга страна, той се залавя да разреши нормалните политически дейности, докато провежда реформи чрез законодателството. През март 1965 г. се провеждат общински избори, както е планирано. Кастелу Бранку има намерението да предаде властта на цивилен президент, когато мандатът му свърши през 1966 г. Въпреки това, безкомпромисните офицери на режима, с подкрепата на военния министър Артур да Коста и Силва, искат да останат на власт за по-дълъг период от време, за да постигнат политическите си цели. Събитията достигат връхна точка през октомври 1965 г., когато кандидатите на опозицията печелят управлението в големите щати Минас Жерайс и Гуанабара. Непреклонните офицери настояват Кастелу Бранку да анулира резултатите, но той отказва. Предотвратен е още един преврат, след като Коста и Силва убеждава офицерите да признаят резултатите от изборите в замяна на обещанието на Кастелу Бранку да въведе по-строга политика.
След това Кастелу Бранку отхвърля всякакви претенции за демокрация. На 27 октомври 1965 г. той издава Втория институционален акт, който забранява всички съществуващи политически парии, въвежда обратно извънредните му правомощия и удължава мандата му до 1967 г. Многобройните политически партии са заменени само с две: проправителствения Алианс за национално възраждане (ARENA) и опозиционното Бразилско демократично движение (MDB). През 1967 г. той извиква извънредна комисия от юристи, които съставят силно авторитарна конституция.
Кастелу Бранку издава много репресивни закони, сред които може би най-известен става драконовият закон за пресата към края на мандата му. Този закон не е отменен до 2009 г., когато попада под ударите на Върховния федерален съд на Бразилия.
Кастелу Бранку поощрява намесата на правителството в икономиката. Правителството е субсидирано от самото начало със заеми от Световната банка, Международния валутен фонд и големи инвестиции от мултинационални американски компании, които гледат на новото дясно военно правителство на Бразилия като на нов, икономически стабилен съюзник срещу комунизма в Латинска Америка по време на Студената война.
На 15 март 1967 г. Кастелу Бранку е наследен като президент от Артур да Коста и Силва. Четири месеца след като напуска президентството, Кастелу Бранку загива във въздушна катастрофа на борда на малък самолет близо до Форталеза.